# Ludowa Partia Kazachstanu
Ludowa Partia Kazachstanu (kaz. Қазақстан халық партиясы, ros. Народная партия Казахстана), w latach 2004–2020 Komunistyczna Ludowa Partia Kazachstanu (kaz. Қазақстан коммунистік халық партиясы; ros. Коммунистическая народная партия Казахстана) – kazachska partia polityczna, powstała w wyniku rozłamu w Komunistycznej Partii Kazachstanu. Ugrupowanie zostało oficjalnie zarejestrowane 21 czerwca 2004, w tym momencie liczyło ono aż 90 000 członków. Od 11 listopada 2020 przewodniczącym partii jest Ajkyn Konurow. Od 2021 Ludowa Partia Kazachstanu posiada 10 deputowanych w Mażylisie Parlamentu Republiki Kazachstanu.

## Ideologia i symbolika
Partia dąży do realnej demokracji, sprawiedliwości społecznej, szeroko pojętej duchowości, wolności i prosperującej gospodarki w oparciu o postęp naukowo-techniczny.
Partia jako oficjalnego loga i godła używa sztandaru na czerwonym tle. W jego środku znajdują się trzy dłonie ściśnięte w pięść, na górze bandery znajduje się nazwa partii, zapisana w języku kazachskim i rosyjskim.

## Zmiana nazwy ugrupowania
W listopadzie 2020, podczas XV zjazdu Komunistycznej Ludowej Partii Kazachstanu, podjęto decyzję o zmianie nazwy partii na Ludowa Partia Kazachstanu. Zmianę tę tłumaczono popularyzacją ideologii socjalistycznej za granicą i w Kazachstanie oraz potrzebą zwiększenia elektoratu.

## Wyniki w wyborach do parlamentu
| Rok  | Liczba miejsc | Liczba głosów | Wynik procentowy | Pozycja                           |
| ---- | ------------- | ------------- | ---------------- | --------------------------------- |
| 2004 | 0             | b.d.          | 3,40%            | Nie przekroczyła progu wyborczego |
| 2007 | 0             | 76 799        | 1,30%            | Nie przekroczyła progu wyborczego |
| 2012 | 7             | 498 788       | 7,19%            | Opozycja                          |
| 2016 | 7             | 537 123       | 7,14%            | Opozycja                          |
| 2021 | 10            | 659 019       | 9,10%            | Opozycja                          |

## Wyniki w wyborach prezydenckich
| Rok  | Kandydat              | Liczba głosów | Wynik procentowy | Rezultat   |
| ---- | --------------------- | ------------- | ---------------- | ---------- |
| 2005 | Jerrasył Abyłkassymow | 23 252        | 0,34%            | 4. miejsce |
| 2011 | Żambył Achmetbekow    | 111 924       | 1,36%            | 3. miejsce |
| 2015 | Turgun Syzdykow       | 145 765       | 1,61%            | 2. miejsce |
| 2019 | Żambył Achmetbekow    | 167 649       | 1,82%            | 6. miejsce |